# Божа Воля
Бóжа Во́ля —  село в Україні, у Яворівському районі Львівської області, підпорядковане Яворівській міській громаді. Населення — 85 осіб.

В селі знаходиться мурована церква Успіння Пресвятої Богородиці (УГКЦ), збудована у 2010 році. Адміністратор: о. мітр. Піта Роман.

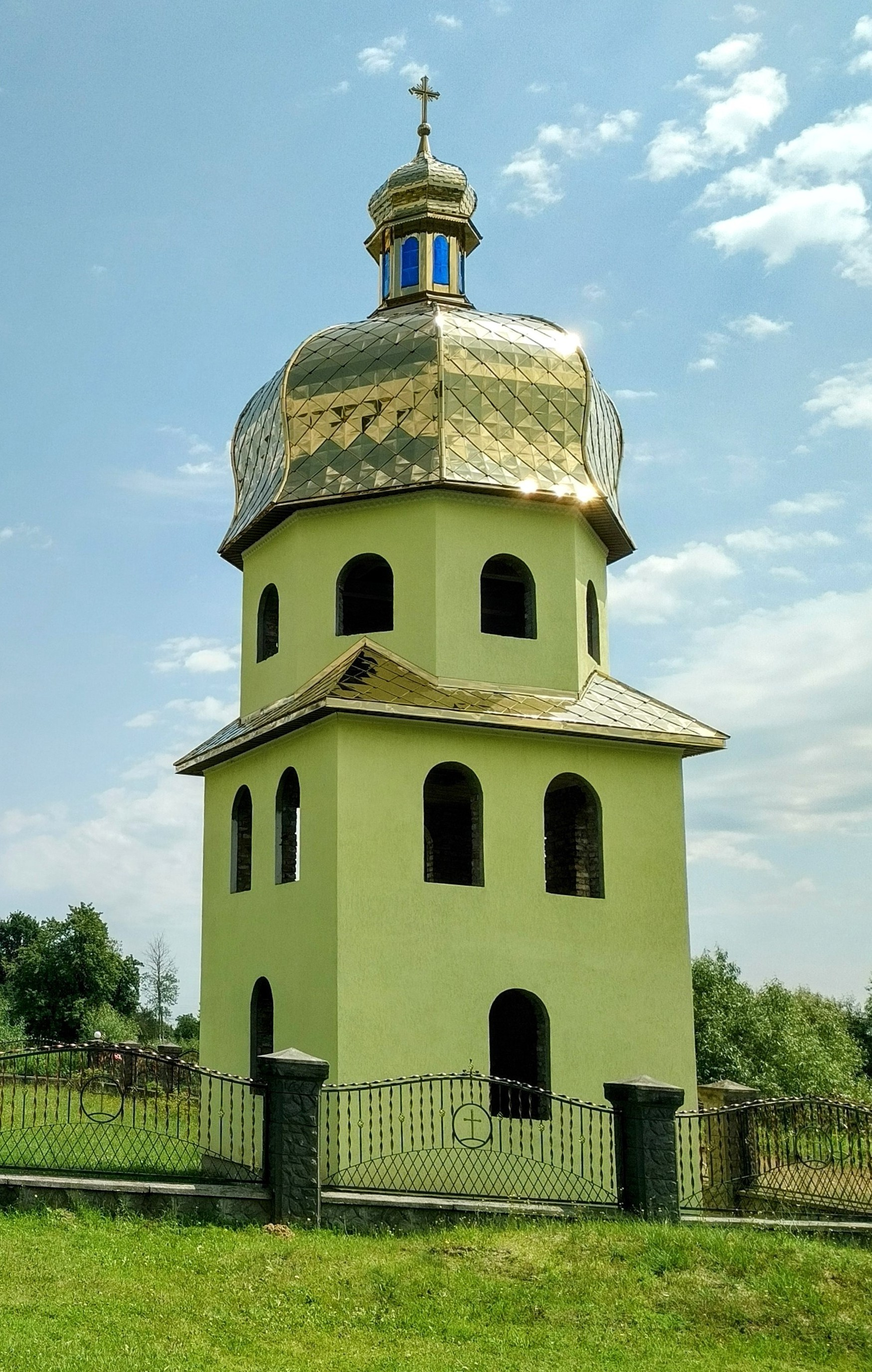
Церковна дзвіниця